# Canton de Saint-Maur-des-Fossés-Centre
Le canton de Saint-Maur-des-Fossés-Centre est une ancienne division administrative française située dans le département du Val-de-Marne et la région Île-de-France.
Lors du redécoupage cantonal de 2014 en France, les trois cantons de Saint-Maur-des-Fossés sont supprimés pour permettre la constitution des nouveaux cantons de Saint-Maur-des-Fossés-1 et de Saint-Maur-des-Fossés-2.

## Histoire

### Constitution
Le Canton de Saint-Maur-des-Fossés-Centre, comprenant une partie de la commune de Saint-Maur-des-Fossés, est créé par démembrement des anciens cantons de Saint-Maur-des Fossés du département de la Seine lors de la mise en place du département du Val-de-Marne par le décret du 20 juillet 1967.
Un nouveau découpage territorial du Val-de-Marne entré en vigueur à l'occasion des premières élections départementales suivant le décret du 17 février 2014. Les conseillers départementaux sont, à compter de ces élections, élus au scrutin majoritaire binominal mixte. Les électeurs de chaque canton élisent au Conseil départemental, nouvelle appellation du Conseil général, deux membres de sexe différent, qui se présentent en binôme de candidats. Les conseillers départementaux sont élus pour 6 ans au scrutin binominal majoritaire à deux tours, l'accès au second tour nécessitant 12,5 % des inscrits au 1er tour. En outre, la totalité des conseillers départementaux est renouvelée. Ce nouveau mode de scrutin nécessite un redécoupage des cantons dont le nombre est divisé par deux avec arrondi à l'unité impaire supérieure si ce nombre n'est pas entier impair, assorti de conditions de seuils minimaux. Dans le Val-de-Marne le nombre de cantons passe ainsi de 49 à 25.
Dans ce cadre, les trois cantons de Saint-Maur-des-Fossés sont supprimés pour permettre la constitution des nouveaux cantons de Saint-Maur-des-Fossés-1 et de Saint-Maur-des-Fossés-2.

### Circonscription législative
Le canton de Saint-Maur-des-Fossés-Centre faisait partie de la 1re circonscription législative du Val-de-Marne.

## Représentation
| Période      | Période          | Identité            | Étiquette    | Qualité |
| ------------ | ---------------- | ------------------- | ------------ | --- |
| 1967         | 1979             | Charles Julien      | UDR puis RPR | pharmacien, maire adjoint de St-Maur en 1953, premier maire-adjoint dès 1962 |
| 1979         | 1985             | Bernard Vincens     | DVD          | Docteur en droit Adjoint au Maire de Saint-Maur-des-Fossés |
| 1985         | 1992             | Jean-Jacques Julien | RPR          | |
| mars 1992    | 2004             | Bernard Vincens     | DVD puis RPR | Docteur en droit Adjoint au Maire de Saint-Maur-des-Fossés |
| mars 2004    | 2009 (démission) | Henri Plagnol       | UMP          | Maître de conférences Secrétaire d'État chargé de la Réforme de l’État (2002 → 2004) Conseiller municipal puis maire (2008 → 2014) de Saint-Maur-des-Fossés Député du Val-de-Marne (1997 → 2002 et 2007 →2012) Conseiller général du Canton de Créteil-Nord (1994 → 2001) Démissionnaire en raison d'un cumul de mandats |
| 14 juin 2009 | 2015             | Nicolas Clodong     | DVD          | Directeur d'Unité EDF Conseiller municipal de Saint-Maur-des-Fossés |

## Composition
Le canton de Saint-Maur-des-Fossés-Centre recouvrait le centre de la commune de Saint-Maur-des-Fossés. Elle était délimitée, selon la toponymie du décret de 1967 :
- au nord-ouest, « par l'avenue de Beaujeu (côtés pair et impair), le boulevard de Créteil (côtés pair et impair, jusqu’à l'avenue Emile-Zola), l'avenue Emile-Zola (non incluse), l'avenue Foch (non incluse, jusqu'à l'avenue Paul-Doumer), l'avenue Paul-Doumer (côtés pair et impair, jusqu'à l'avenue des Fusillés-de-Châteaubriant), l'avenue des Fusillés-de-Chàteaubriant (non incluse), le côté Est de la place des Marronniers (jusqu'à l'avenue Médicis), l'avenue Médicis (côtés pair et impair), l'avenue du Colisée (côtés pair et impair), l'avenue de l'Est (non incluse), la rue de la Terrasse (non incluse) et la rue du Port (côtés pair et impair) », qui constituait le canton de Saint-Maur-des-Fossés-Ouest
- au « Sud-Est par l'avenue de Verdun (côtés pair et impair, jusqu'à la voie ferrée), la voie ferrée (jusqu'à l'extrémité de la rue de Buffon), la rue de Buffon (côtés pair et impair, jusqu'à l'avenue Didier), l'avenue Didier (côtés pair et impair, jusqu'à l'avenue du Bac), l'avenue du Bac (côtés pair et impair, jusqu'à la rue Louis-Blanc), la rue Louis-Blanc (non incluse, jusqu'au boulevard de la Marne), le boulevard de la Marne (non inclus, jusqu'à la place Gambetta), le boulevard de Bellechasse (côtés pair et impair, jusqu'à la rue du Docteur-Roux) et la rue du Docteur-Roux (côtés pair et impair) jusqu'à la Marne », qui faisait partie du canton de Bonneuil-sur-Marne entre 1967[1] et 1984, puis du canton de Saint-Maur-La Varenne à partir de 1984[10].

| Communes              | Population (2012) | Code postal | Code Insee |
| --------------------- | ----------------- | ----------- | ---------- |
| Saint-Maur-des-Fossés | 75 214            | 94 100      | 94 068     |

## Démographie
| 1962 | 1968 | 1975 | 1982 | 1990   | 1999   | 2006   | 2009 |
| ---- | ---- | ---- | ---- | ------ | ------ | ------ | ---- |
| -    | -    | -    | -    | 31 767 | 29 686 | 30 859 | -    |